# Laurent Dailland
Laurent Dailland (Nevers, 11 agosto 1956) è un direttore della fotografia francese.

## Riconoscimenti
- Premio César per la migliore fotografia
  - 1999: candidato - Place Vendôme
  - 2010: candidato - Welcome

## Filmografia parziale
- Vergine taglia 36 (36 fillette), regia di Catherine Breillat (1988)
- Didier, regia di Alain Chabat (1997)
- Place Vendôme, regia di Nicole Garcia (1998)
- Est-ovest - Amore-libertà (Est - Ouest), regia di Régis Wargnier (1999)
- Il gusto degli altri (Le Goût des autres), regia di Agnès Jaoui (2000)
- Asterix & Obelix - Missione Cleopatra (Astérix & Obélix: Mission Cléopâtre), regia di Alain Chabat (2002)
- Man to Man, regia di Régis Wargnier (2005)
- L'enfer, regia di Danis Tanović (2005)
- Pars vite et reviens tard, regia di Régis Wargnier (2007)
- Il concerto (Le Concert), regia di Radu Mihăileanu (2009)
- Welcome, regia di Philippe Lioret (2009)
- La Ligne droite, regia di Régis Wargnier (2011)
- Marsupilami (Sur la piste du Marsupilami), regia di Alain Chabat (2012)
- La cuoca del presidente (Les Saveurs du palais), regia di Christian Vincent (2012)
- La corte (L'Hermine), di Christian Vincent (2015)
- Papa ou Maman, regia di Martin Bourboulon (2015)
- La storia dell'amore (The History of Love), regia di Radu Mihăileanu (2016)
- Papa ou Maman 2, regia di Martin Bourboulon (2016)
- Regine del campo (Une belle équipe), regia di Mohamed Hamidi (2019)
- Aline - La voce dell'amore (Aline), regia di Valérie Lemercier (2021)
- Jeanne du Barry - La favorita del re (Jeanne du Barry), regia di Maïwenn (2023)